# Pothos (gènere)
|  | No s'ha de confondre amb amb la planta ornamental coneguda com a potos (Epipremnum aureum). |

Pothos és un gènere de plantes angiospermes de la família de les aràcies (Araceae). Són plantes natives de Madagascar, Àsia de sud i del sud-est i l'est d'Austràlia.

## Descripció
Són plantes hemiepífites, les fulles són dístiques, peciolades, de forma linear-lanceolada a ovada o el·líptica. Les flors s'agrupen en inflorescències, habitualment axil·lars, en espàdix amb una espata. Les flors són hermafrodites, amb 4-6 tèpals. L'androceu és format per 4-6 estams lliures, mentre que al gineceu l'ovari acostuma a ser trilocular, amb un òvul per lòcul, la placentació és axil·lar. El fruit és una baia, habitualment de color vermell a la maturitat, de vegades blanquinoses o porpres, de forma entre el·lipsoide i ovoide i amb 1-3 llavors.

## Taxonomia
Aquest gènere va ser publicat per primer cop l'any 1753 al segon volum de l'obra Species Plantarum del botànic suec Carl von Linné (1707-1778).

### Espècies
Dins del gènere Pothos es reconeixen les 65 espècies següents:
- Pothos armatus C.E.C.Fisch.
- Pothos atropurpurascens M.Hotta
- Pothos barberianus Schott
- Pothos beccarianus Engl.
- Pothos boyceanus G.Rajkumar, Shaju, Nazarudeen & Prakashk.
- Pothos brassii B.L.Burtt
- Pothos brevistylus Engl.
- Pothos brevivaginatus Alderw.
- Pothos chinensis (Raf.) Merr.
- Pothos clavatus Engl.
- Pothos crassipedunculatus Sivad. & N.Mohanan
- Pothos curtisii Hook.f.
- Pothos cuspidatus Alderw.
- Pothos cylindricus C.Presl
- Pothos degenerans S.Y.Wong, P.C.Boyce & A.Hay
- Pothos dolichophyllus Merr.
- Pothos dzui P.C.Boyce
- Pothos ecclesiae P.C.Boyce, S.Y.Wong & A.Hay
- Pothos englerianus Alderw.
- Pothos falcifolius Engl. & K.Krause
- Pothos fractiflexus Joling, J.T.Pereira & Damit
- Pothos gigantipes Buchet ex P.C.Boyce
- Pothos gracillimus Engl. & K.Krause
- Pothos grandis Buchet ex P.C.Boyce & V.D.Nguyen
- Pothos hellwigii Engl.
- Pothos hookeri Schott
- Pothos inaequilaterus (C.Presl) Engl.
- Pothos insignis Engl.
- Pothos junghuhnii de Vriese
- Pothos keralensis A.G.Pandurangan & V.J.Nair
- Pothos kerrii Buchet ex P.C.Boyce
- Pothos kingii Hook.f.
- Pothos lancifolius Hook.f.
- Pothos laurifolius P.C.Boyce & A.Hay
- Pothos leptostachyus Schott
- Pothos longipes Schott
- Pothos longivaginatus Alderw.
- Pothos luzonensis (C.Presl) Schott
- Pothos macrocephalus Scort. ex Hook.f.
- Pothos mirabilis Merr.
- Pothos motleyanus Schott
- Pothos oliganthus P.C.Boyce & A.Hay
- Pothos ovatifolius Engl.
- Pothos oxyphyllus Miq.
- Pothos paiei (M.Hotta) S.Y.Wong, A.Hay & P.C.Boyce
- Pothos papuanus Becc. ex Engl.
- Pothos parvispadix Nicolson
- Pothos philippinensis Engl.
- Pothos pilulifer Buchet ex P.C.Boyce
- Pothos polystachyus Engl. & K.Krause
- Pothos pugnax P.C.Boyce & S.Y.Wong
- Pothos remotiflorus Hook.
- Pothos repens (Lour.) Druce
- Pothos roxburghii de Vriese
- Pothos salicifolius Ridl. ex Burkill & Holttum
- Pothos scandens L.
- Pothos tener Wall.
- Pothos thomsonianus Schott
- Pothos tirunelveliensis Sasikala & Reema Kumari
- Pothos touranensis Gagnep.
- Pothos venustus (Wall. ex C.DC.) A.Hay & P.C.Boyce
- Pothos versteegii Engl.
- Pothos vietnamensis V.D.Nguyen & P.C.Boyce
- Pothos volans P.C.Boyce & A.Hay
- Pothos zippelii Schott